# I'wai
Dans la mythologie aborigène, I'wai est le héros de la culture Koko Y'ao. I'wai était un homme crocodile qui apporta la plupart des rites et des cérémonies religieuses.